# Sig (pétrolier)
Pour les articles homonymes, voir Sig.
Le Sig (en russe : Сиг) est un pétrolier russe, du Projet 52, immatriculé dans le port de Saint-Pétersbourg, appartenant à Ugra-Leasing.

## Historique
Le navire est construit, en 2014, à l'usine de construction et de réparation navales de Kostroma en Russie.
Le nom du navire vient du nom de poisson du même nom appelé « Сиг » en Russie.
Le 10 septembre 2014, le navire alors chargé de méthanol s'échoue sur le Don dans le district de Konstantinovsky (ru), dans l'oblast de Rostov et est renfloué,,,,.
De mai à juin 2019, il subit des réparations et est rénové au chantier de construction et de réparation navales « Midel » à Aksai,.
Le 26 septembre 2019, le Sig et plusieurs autres navires sont placés sur la liste SDN par le Bureau du contrôle des avoirs étrangers du département du Trésor des États-Unis pour avoir fourni du carburant aviation pour les besoins des forces armées de la fédération de Russie à la Crimée occupée et pendant l'intervention militaire de la Russie en Syrie au cours de la période 2016-2017,.
Dans la nuit du 5 août 2023, alors qu'il navigue dans le détroit de Kertch, le tanker est frappé par un MAGURA V5, un drone naval ukrainien, qui provoque un trou dans la coque au niveau de la ligne de flottaison, et une voie d'eau dans la salle des machines. Selon un responsable d'occupation, la frappe aurait causé des blessures par éclats de verre chez plusieurs membres d'équipage. Des sources appartenant aux services de sécurité ukrainiens revendiquent l'attaque quelques heures plus tard ; l'opération aurait été menée en coopération entre le SBU et la Marine ukrainienne. À la suite de cette attaque, la Russie menace l'Ukraine de représailles.